# 長刺皮粉蝨
長刺皮粉蝨（学名：Pealius longispinus）为粉蝨科皮粉蝨屬下的一个种。